# Rasbora kobonensis
Rasbora kobonensis är en fiskart som beskrevs av Chaudhuri, 1913. Rasbora kobonensis ingår i släktet Rasbora och familjen karpfiskar. Inga underarter finns listade i Catalogue of Life.